# Костур (округ)
Округ Костур (грч. Νομός Καστοριάς) је округ у периферији Западна Македонија и историјској покрајини Македонији, у северној Грчкој. Управно средиште округа је истоимени град Костур.
Костурски округ је успостављен 2011. године на месту некадашње префектуре, која је имала исти назив, територију и границе.

## Природне одлике
Округ Костур је један од два двоструко континентална округа у Грчкој, што значи да је са свих страна округ окружен континенталним окрузима (погледати: Окрузи Грчке). Округ је такође погранични ка Албанији на својој западној граници. На северу се граничи са округом Лерин, на истоку са округом Кожани, на југу са округом Гребен, а на југозападу са округом Јањина, одн. Епиром.
У средишњем делу округа налази се Костурска котлина са Костурским језером (Орестиада), на чијим обалама је смештен град Костур. Северозапад котлине окружује планина Орлово или Малинади (Малимади) која раздваја Костурски крај од области Девол у Албанији и грчког дела језера Мала Преспа. На североистоку је Нередска планина или Вич (Верно), која раздваја округ од Леринског поља. На истоку је планина Мурик, одн. граница са Кајларским пољем, на западу је планина Грамос — најсевернији обронци Пинда и на југозападу планина Горуша (Војо) која дели Костурски округ и уопште област Македонију од Епира и области Колоњ у Албанији. На југу је котлина отворена долином реке Бистрице (Алиакмонас) према Гребенском округу.
Клима у округу је због знатне висине и затворености области ка приморју континентална, да би на још већим висинама прешла у још оштрију планинску климу.

## Историја
У доба антике ова област је била постала значајна после освајања од стране античке Македоније. У каснијим епохама долази владавина Римљана, затим Византинаца и на крају Османлија. Иако су месни Грци били веома активни током свих побуна против Турака, ово подручје поново постало део савремене Грчке тек 1913. г. Исте године образована је велика префектура са средиштем у Кожанима, из које су се касније (1947. г.) издвојиле префектуре — данашњи окрузи: Лерин, Костур, Гребен и Кожани. После Грчко-турског рата 1923. г. турско становништво се иселило у матицу, а на њихово место су досељени Грци избеглице из Мале Азије. Други светски рат и Грађански рат у Грчкој су тешко погодили ову област. Префектура је протеклих деценија била осавремењена, али и данас слови за сиромашно и забачено подручје у земљи.

## Становништво
По попису из 2021. године Костурски округ је имао око 46.000 становника, од чега око 30% живи у седишту округа, граду Костуру.
Етнички састав: Главно становништво округа су Грци, али поред њих постоји словенска и аромунска мањина.
Густина насељености је испод 30 ст./км2, што је међу најмањим вредностима међу окрузима и значајно мање од просека Грчке (око 80 ст./км2). Средишња висораван око Костура је много боље насељена него околне планине.

## Управна подела и насеља
Округ Костур се дели на 3 општине:
1. Костур (грч. Δήμος Καστοριάς)
2. Нестрам (грч. Δήμος Νεστορίου)
3. Рупишта (грч. Δήμος Άργους Ορεστικού)

Костур је највеће насеље (> 10.000 ст.) у округу.

## Привреда
Округ је традицонално био познат по крзну и кожи, а у граду Костуру одржава се и међународно значајан сајам коже и кожних производа.